# عملات تذكارية من الذهب والفضة باليورو (سلوفينيا)
العملات التذكارية الذهبية والفضية باليورو في سلوفينيا هي عملات اليورو الخاصة المسكوكة في دولة سلوفينيا، والتي تُعد واحدة من الدول الأعضاء في الاتحاد الأوروبي، كما أنها عضو في منطقة اليورو منذ اعتمدت اليورو كعملة رسمية لها في 1 يناير (كانون الثاني) 2007. ويُصدر بنك سلوفينيا منذ ذلك الحين إصدارات عادية من عملات اليورو السلوفينية، المخصصة للتداول، كما يُصدر عملات يورو تذكارية من الذهب والفضة. تكون هذه العملات التذكارية الخاصة ذات قيمة قانونية فقط في سلوفينيا، على عكس الإصدارات العادية لعملات اليورو السلوفينية، والتي لها قيمة قانونية في جميع دول منطقة اليورو. هذا يعني أن العملات التذكارية المصنوعة من الذهب والفضة في سلوفينيا لا يمكن استخدامها كعملة في دول أخرى. علاوة على ذلك، ولأن قيمتها السبائكية تتجاوز قيمتها الاسمية بكثير، فإن هذه العملات عادةً ما تكون غير مخصصة للاستخدام كوسيلة دفع على الإطلاق - مع أن ذلك لا يزال ممكنًا. لهذا السبب، تُسمى عادةً عملات هواة الجمع. عادةً ما تُخلّد هذه العملات ذكرى أحداث تاريخية أو تُسلّط الضوء على أحداث جارية ذات أهمية خاصة. وقد سكّت سلوفينيا خمسًا من هذه العملات عام 2008، معظمها من الذهب والفضة، وتتراوح قيمتها الاسمية بين 3 و100 يورو.
تتميز جميع عملات اليورو المعدنية السلوفينية المسكوكة بحافة مضلعة نُقشت عليها كلمة "سلوفينيا"، وتحمل جميع العملات على وجهها الخلفي فئة العملة وخريطة الاتحاد الأوروبي، بالإضافة إلى نقش 12 نجمة في الحلقة الخارجية للعملة تمثل دول الاتحاد الأوروبي.

## الخلاصة
اعتبارًا من 24 ديسمبر (كانون الأول) 2008، سُكّت في سلوفينيا خمسة أنواع من العملات التذكارية السلوفينية خلال عام 2008، ثُم تبعها سك خمسة أنواع أخرى في عام 2009. لا ينبغي الخلط بين هذه العملات التذكارية المميزة عالية القيمة والعملات التذكارية من فئة 2 يورو، وهي عملات مخصصة للتداول ولها صفة العملة القانونية في جميع دول منطقة اليورو..
ويوضح الجدول التالي عدد عملات اليورو المعدنية التذكارية المسكوكة سنويًا في سلوفينيا، حيث جُمعت في القسم الأول العملات المعدنية حسب المعدن المستخدم، بينما جُمعت في القسم الثاني العملات المعدنية التذكارية المسكوكة في سلوفينيا حسب قيمتها الاسمية.
| السنة                                                                     | الإصدارات            | حسب المعدن             | حسب المعدن | حسب المعدن | حسب القيمة الإسمية | حسب القيمة الإسمية | حسب القيمة الإسمية |
| السنة                                                                     | الإصدارات            | ذهب                    | فضة        | أخرى       | €100               | €30                | €3                 |
| ------------------------------------------------------------------------- | -------------------- | ---------------------- | ---------- | ---------- | ------------------ | ------------------ | ------------------ |
| 2008                                                                      | 5                    | 2                      | 2          | 1          | 2                  | 2                  | 1                  |
| 2009                                                                      | 5                    | 2                      | 2          | 1          | 2                  | 2                  | 1                  |
| 2010                                                                      | 5                    | 2                      | 2          | 1          | 2                  | 2                  | 1                  |
| 2011                                                                      | 5                    | 2                      | 2          | 1          | 2                  | 2                  | 1                  |
| 2012                                                                      | 5                    | 2                      | 2          | 1          | 2                  | 2                  | 1                  |
| المجموع                                                                   | 25                   | 10                     | 10         | 5          | 10                 | 10                 | 5                  |
| \| Coins were minted \| No coins were minted \| Scheduled to be minted \| |                      |                        |            |            |                    |                    |                    |
| Coins were minted                                                         | No coins were minted | Scheduled to be minted |            |            |                    |                    |                    |

## عملات 2008
| | رئاسة مجلس الاتحاد الأوروبي                                           |                                                |                                                                       |  |
| المصمم: غورازد أوتشاكار | المصمم: غورازد أوتشاكار                                               | دار سك العملة: دار سكّ العملة الملكية الهولندية | دار سك العملة: دار سكّ العملة الملكية الهولندية                        |  |
| القيمة: 3 يورو | السبيكة: القرص: 75% نحاس، 25% نيكل الحلقة: 78% نحاس، 20% زنك، 2% نيكل | الكمية: 200,000                                | الجودة:غير متداول                                                     |  |
| صادر في: 10 يناير (كانون الثاني) 2008 | القطر: 32 مـم (1.26 بوصة)                                             | الوزن: 15 غ (0.53 أونصة؛ 0.48 ozt)             | القيمة السوقية: 7.50 يورو 22.50 يورو                                  |  |
| |                                                                       |                                                |                                                                       |  |
| | رئاسة مجلس الاتحاد الأوروبي                                           |                                                |                                                                       |  |
| المصمم: غورازد أوتشاكار | المصمم: غورازد أوتشاكار                                               | دار سك العملة: دار سكّ العملة الملكية الهولندية | دار سك العملة: دار سكّ العملة الملكية الهولندية                        |  |
| القيمة: 3 يورو | الجودة:إثبات                                                          | الكمية: 4,000                                  | القيمة السوقية: 190 يورو                                              |  |
| صادر في: أبريل (نيسان) 2008 | القطر: 32 مـم (1.26 بوصة)                                             | الوزن: 15 غ (0.53 أونصة؛ 0.48 ozt)             | السبيكة: القرص: 75% نحاس، 25% نيكل الحلقة: 78% نحاس، 20% زنك، 2% نيكل |  |
| |                                                                       |                                                |                                                                       |  |
| | رئاسة مجلس الاتحاد الأوروبي                                           |                                                |                                                                       |  |
| المصمم: غورازد أوتشاكار | المصمم: غورازد أوتشاكار                                               | دار سك العملة: دار سكّ العملة الملكية الهولندية | دار سك العملة: دار سكّ العملة الملكية الهولندية                        |  |
| القيمة: 30 يورو | السبيكة: Ag 925 (فضة)                                                 | الكمية: 8,000                                  | الجودة:إثبات                                                          |  |
| صادر في: 3 يناير (كانون الثاني) 2008 | القطر: 32 مـم (1.26 بوصة)                                             | الوزن: 15 غ (0.53 أونصة؛ 0.48 ozt)             | قيمة الإصدار: 30 يورو 40 يورو القيمة السوقية: 79 يورو 116 يورو        |  |
| |                                                                       |                                                |                                                                       |  |
| | رئاسة مجلس الاتحاد الأوروبي                                           |                                                |                                                                       |  |
| المصمم: غورازد أوتشاكار | المصمم: غورازد أوتشاكار                                               | دار سك العملة: دار سكّ العملة الملكية الهولندية | دار سك العملة: دار سكّ العملة الملكية الهولندية                        |  |
| القيمة: 100 يورو | السبيكة: Au 900 (ذهب)                                                 | الكمية: 5,000                                  | الجودة:إثبات                                                          |  |
| صادر في: 3 يناير (كانون الثاني) 2008 | القطر: 24 مـم (0.94 بوصة)                                             | الوزن: 7 غ (0.25 أونصة؛ 0.23 ozt)              | قيمة الإصدار: 145 يورو 180 يورو القيمة السوقية: 730.00 يورو           |  |
| كانت هذه أول سلسلة عملات معدنية لهواة الجمع تُصدرها سلوفينيا خصيصًا لهذه المناسبة، احتفالًا برئاستها لمجلس الاتحاد الأوروبي. ويظهر على وجه العملة نجمة ديناميكية ترمز إلى للاتحاد الأوروبي على شكل طاحونة هوائية. تُمثل هذه النجمة مبادرة سلوفينيا وحركتها وطاقتها وإرادتها وقوتها ودورها الفاعل خلال رئاسة الاتحاد الأوروبي. كما نُقشت على العملة "الأعمال تتحدث"، والتي تُشير إلى النتائج والنجاح. وعلى ظهر العملة، يُمكن رؤية 27 نجمة ديناميكية، بحيث تمثل كل نجمة دولة من الدول الأعضاء السبع والعشرين في الاتحاد الأوروبي. |                                                                       |                                                |                                                                       |  |
| |                                                                       |                                                |                                                                       |  |
| | إحياء ذكرى مرور 250 عامًا على ميلاد فالنتين فودنيك                     |                                                |                                                                       |  |
| المصمم: ميلجينكو وماجا ليكول | المصمم: ميلجينكو وماجا ليكول                                          | دار سك العملة: دار سكّ العملة الملكية الهولندية | دار سك العملة: دار سكّ العملة الملكية الهولندية                        |  |
| القيمة: 30 يورو | الجودة:إثبات                                                          | الكمية: 8,000                                  | قيمة الإصدار: 40 يورو القيمة السوقية: 79 يورو 146 يورو                |  |
| صادر في: 28 يناير (كانون الثاني) 2008 | القطر: 32 مـم (1.26 بوصة)                                             | الوزن: 15 غ (0.53 أونصة؛ 0.48 ozt)             | السبيكة: Ag 925 (فضة)                                                 |  |
| |                                                                       |                                                |                                                                       |  |
| | إحياء ذكرى مرور 250 عامًا على ميلاد فالنتين فودنيك                     |                                                |                                                                       |  |
| المصمم: ميلجينكو وماجا ليكول | المصمم: ميلجينكو وماجا ليكول                                          | دار سك العملة: دار سكّ العملة الملكية الهولندية | دار سك العملة: دار سكّ العملة الملكية الهولندية                        |  |
| القيمة: 100 يورو | السبيكة: Au 900 (ذهب)                                                 | الكمية: 5,000                                  | الجودة:إثبات                                                          |  |
| صادر في: 28 يناير (كانون الثاني) 2008 | القطر: 24 مـم (0.94 بوصة)                                             | الوزن: 7 غ (0.25 أونصة؛ 0.23 ozt)              | قيمة الإصدار: 160 يورو 180 يورو القيمة السوقية: 650 يورو              |  |
| بمناسبة إحياء ذكرى مرور 250 عامًا على ميلاد الشاعر السلوفيني فالنتين فودنيك، أصدرت جمهورية سلوفينيا عملات معدنية تحمل صورة فالنتين فودنيك الذي يمثل أحد الرموز الرئيسية في سلوفينيا. وقد نُقش على الجزء السفلي من العملة البيت الأخير من قصيدة "نصبي التذكاري"، والتي تقول بالإنجليزية: "لا بنات ولا أبناء سيتبعونني، الذاكرة تكفي: أغنياتي تُغنى". |                                                                       |                                                |                                                                       |  |

## عملات 2009
|                                       | إحياء الذكرى المئوية لميلاد الرسام السلوفيني زوران موشيتش                        |                                                         |                                                         |  |
| المصمم: دومين فراس، وماغا ب. جانتشيتش | المصمم: دومين فراس، وماغا ب. جانتشيتش                                            | دار سك العملة: دار سكّ العملة الفنلندية في فانتا بفنلندا | دار سك العملة: دار سكّ العملة الفنلندية في فانتا بفنلندا |  |
| القيمة: 30 يورو                       | السبيكة: Ag 925 (فضة)                                                            | الكمية: 8,000                                           | الجودة:إثبات                                            |  |
| صادر في: 12 فبراير (شباط) 2009        | القطر: 32 مـم (1.26 بوصة)                                                        | الوزن: 15 غ (0.53 أونصة؛ 0.48 ozt)                      | قيمة الإصدار: 40 يورو                                   |  |
|                                       |                                                                                  |                                                         |                                                         |  |
|                                       | إحياء الذكرى المئوية لميلاد الرسام السلوفيني زوران موشيتش                        |                                                         |                                                         |  |
| المصمم: دومين فراس، وماغا ب. جانتشيتش | المصمم: دومين فراس، وماغا ب. جانتشيتش                                            | دار سك العملة: دار سكّ العملة الفنلندية في فانتا بفنلندا | دار سك العملة: دار سكّ العملة الفنلندية في فانتا بفنلندا |  |
| القيمة: 100 يورو                      | الجودة:إثبات                                                                     | الكمية: 6,000                                           | قيمة الإصدار: 180 يورو                                  |  |
| صادر في: 12 فبراير (شباط) 2009        | القطر: 24 مـم (0.94 بوصة)                                                        | الوزن: 7 غ (0.25 أونصة؛ 0.23 ozt)                       | السبيكة: Au 900 (ذهب)                                   |  |
|                                       |                                                                                  |                                                         |                                                         |  |
|                                       | إحياء الذكرى المئوية لأول رحلة جوية باستخدام طائرة تعمل بمحرك وتحلق فوق سلوفينيا |                                                         |                                                         |  |
| المصمم: غورازد أوتشاكار               | المصمم: غورازد أوتشاكار                                                          | دار سك العملة: دار سكّ العملة الفنلندية في فانتا بفنلندا | دار سك العملة: دار سكّ العملة الفنلندية في فانتا بفنلندا |  |
| القيمة: 3 يورو                        | السبيكة: القرص: 75% نحاس، 25% نيكل الحلقة: 78% نحاس، 20% زنك، 2% نيكل            | الكمية: 300,000                                         | الجودة: غير متداول                                      |  |
| صادر في: 1 يونيو (حزيران) 2009        | القطر: 32 مـم (1.26 بوصة)                                                        | الوزن: 15 غ (0.53 أونصة؛ 0.48 ozt)                      | قيمة الإصدار: 3 يورو                                    |  |
|                                       |                                                                                  |                                                         |                                                         |  |
|                                       | إحياء الذكرى المئوية لأول رحلة جوية باستخدام طائرة تعمل بمحرك وتحلق فوق سلوفينيا |                                                         |                                                         |  |
| المصمم: غورازد أوتشاكار               | المصمم: غورازد أوتشاكار                                                          | دار سك العملة: دار سكّ العملة الفنلندية في فانتا بفنلندا | دار سك العملة: دار سكّ العملة الفنلندية في فانتا بفنلندا |  |
| القيمة: 30 يورو                       | السبيكة: Ag 925 (فضة)                                                            | الكمية: 8,000                                           | الجودة:إثبات                                            |  |
| صادر في: 1 يونيو (حزيران) 2009        | القطر: 32 مـم (1.26 بوصة)                                                        | الوزن: 15 غ (0.53 أونصة؛ 0.48 ozt)                      | قيمة الإصدار: 40 يورو                                   |  |
|                                       |                                                                                  |                                                         |                                                         |  |
|                                       | إحياء الذكرى المئوية لأول رحلة جوية باستخدام طائرة تعمل بمحرك وتحلق فوق سلوفينيا |                                                         |                                                         |  |
| المصمم: غورازد أوتشاكار               | المصمم: غورازد أوتشاكار                                                          | دار سك العملة: دار سكّ العملة الفنلندية في فانتا بفنلندا | دار سك العملة: دار سكّ العملة الفنلندية في فانتا بفنلندا |  |
| القيمة: 100 يورو                      | الجودة:إثبات                                                                     | الكمية: 6,000                                           | قيمة الإصدار: 180 يورو                                  |  |
| صادر في: 1 يونيو (حزيران) 2009        | القطر: 24 مـم (0.94 بوصة)                                                        | الوزن: 7 غ (0.25 أونصة؛ 0.23 ozt)                       | السبيكة: Au 900 (ذهب)                                   |  |

## عملات 2010
|                                | بطولة كأس العالم للقفز على الجليد                                     |                                                         |                                                         |  |
| المصمم: غورازد أوتشاكار        | المصمم: غورازد أوتشاكار                                               | دار سك العملة: دار سكّ العملة الفنلندية في فانتا بفنلندا | دار سك العملة: دار سكّ العملة الفنلندية في فانتا بفنلندا |  |
| القيمة: 30 يورو                | السبيكة: Ag 925 (فضة)                                                 | الكمية: 8,000                                           | الجودة:إثبات                                            |  |
| صادر في: 15 مارس (آذار) 2010   | القطر: 32 مـم (1.26 بوصة)                                             | الوزن: 15 غ (0.53 أونصة؛ 0.48 ozt)                      | قيمة الإصدار: 200 يورو                                  |  |
|                                |                                                                       |                                                         |                                                         |  |
|                                | بطولة كأس العالم للقفز على الجليد                                     |                                                         |                                                         |  |
| المصمم: غورازد أوتشاكار        | المصمم: غورازد أوتشاكار                                               | دار سك العملة: دار سكّ العملة الفنلندية في فانتا بفنلندا | دار سك العملة: دار سكّ العملة الفنلندية في فانتا بفنلندا |  |
| القيمة: 100 يورو               | الجودة:إثبات                                                          | الكمية: 5,000                                           | قيمة الإصدار: 200 يورو                                  |  |
| صادر في: 15 مارس (آذار) 2010   | القطر: 24 مـم (0.94 بوصة)                                             | الوزن: 7 غ (0.25 أونصة؛ 0.23 ozt)                       | السبيكة: Au 900 (ذهب)                                   |  |
|                                |                                                                       |                                                         |                                                         |  |
|                                | اختيار العاصمة السلوفينية ليوبليانا كعاصمة عالمية للكتاب 2010         |                                                         |                                                         |  |
| المصمم: ماتيا مارينكو          | المصمم: ماتيا مارينكو                                                 | دار سك العملة: دار سكّ العملة الفنلندية في فانتا بفنلندا | دار سك العملة: دار سكّ العملة الفنلندية في فانتا بفنلندا |  |
| القيمة: 3 يورو                 | السبيكة: القرص: 75% نحاس، 25% نيكل الحلقة: 78% نحاس، 20% زنك، 2% نيكل | الكمية: 300,000                                         | الجودة: غير متداول                                      |  |
| صادر في: 12 أبريل (نيسان) 2010 | القطر: 32 مـم (1.26 بوصة)                                             | الوزن: 15 غ (0.53 أونصة؛ 0.48 ozt)                      | قيمة الإصدار: 3 يورو                                    |  |
|                                |                                                                       |                                                         |                                                         |  |
|                                | اختيار العاصمة السلوفينية ليوبليانا كعاصمة عالمية للكتاب 2010         |                                                         |                                                         |  |
| المصمم: ماتيا مارينكو          | المصمم: ماتيا مارينكو                                                 | دار سك العملة: دار سكّ العملة الفنلندية في فانتا بفنلندا | دار سك العملة: دار سكّ العملة الفنلندية في فانتا بفنلندا |  |
| القيمة: 3 يورو                 | السبيكة: القرص: 75% نحاس، 25% نيكل الحلقة: 78% نحاس، 20% زنك، 2% نيكل | الكمية: 300,000                                         | الجودة:إثبات                                            |  |
| صادر في: 12 أبريل (نيسان) 2010 | القطر: 32 مـم (1.26 بوصة)                                             | الوزن: 15 غ (0.53 أونصة؛ 0.48 ozt)                      | قيمة الإصدار: 8 يورو                                    |  |
|                                |                                                                       |                                                         |                                                         |  |
|                                | اختيار العاصمة السلوفينية ليوبليانا كعاصمة عالمية للكتاب 2010         |                                                         |                                                         |  |
| المصمم: ماتيا مارينكو          | المصمم: ماتيا مارينكو                                                 | دار سك العملة: دار سكّ العملة الفنلندية في فانتا بفنلندا | دار سك العملة: دار سكّ العملة الفنلندية في فانتا بفنلندا |  |
| القيمة: 30 يورو                | الجودة:إثبات                                                          | الكمية: 6,000                                           | قيمة الإصدار: 40 يورو                                   |  |
| صادر في: 12 أبريل (نيسان) 2010 | القطر: 32 مـم (1.26 بوصة)                                             | الوزن: 15 غ (0.53 أونصة؛ 0.48 ozt)                      | السبيكة: Ag 925 (فضة)                                   |  |
|                                |                                                                       |                                                         |                                                         |  |
|                                | اختيار العاصمة السلوفينية ليوبليانا كعاصمة عالمية للكتاب 2010         |                                                         |                                                         |  |
| المصمم: ماتيا مارينكو          | المصمم: ماتيا مارينكو                                                 | دار سك العملة: دار سكّ العملة الفنلندية في فانتا بفنلندا | دار سك العملة: دار سكّ العملة الفنلندية في فانتا بفنلندا |  |
| القيمة: 100 يورو               | السبيكة: Au 900 (ذهب)                                                 | الكمية: 4,000                                           | الجودة:إثبات                                            |  |
| صادر في: 12 أبريل (نيسان) 2010 | القطر: 24 مـم (0.94 بوصة)                                             | الوزن: 7 غ (0.25 أونصة؛ 0.23 ozt)                       | قيمة الإصدار: 200 يورو                                  |  |

## عملات 2011
|                                 | الاحتفال بمرور 20 عامل على استقلال سلوفينيا                           |                                                         |                                                         |  |
| المصمم: دومين فراس              | المصمم: دومين فراس                                                    | دار سك العملة: دار سكّ العملة الفنلندية في فانتا بفنلندا | دار سك العملة: دار سكّ العملة الفنلندية في فانتا بفنلندا |  |
| القيمة: 3 يورو                  | السبيكة: القرص: 75% نحاس، 25% نيكل الحلقة: 78% نحاس، 20% زنك، 2% نيكل | الكمية: 300,000                                         | الجودة: غير متداول                                      |  |
| صادر في: 20 يونيو (حزيران) 2011 | القطر: 32 مـم (1.26 بوصة)                                             | الوزن: 15 غ (0.53 أونصة؛ 0.48 ozt)                      | قيمة الإصدار: 3 يورو                                    |  |
|                                 |                                                                       |                                                         |                                                         |  |
|                                 | الاحتفال بمرور 20 عامل على استقلال سلوفينيا                           |                                                         |                                                         |  |
| المصمم: دومين فراس              | المصمم: دومين فراس                                                    | دار سك العملة: دار سكّ العملة الفنلندية في فانتا بفنلندا | دار سك العملة: دار سكّ العملة الفنلندية في فانتا بفنلندا |  |
| القيمة: 30 يورو                 | الجودة:إثبات                                                          | الكمية: 3,500                                           | قيمة الإصدار: 40 يورو                                   |  |
| صادر في: 20 يونيو (حزيران) 2011 | القطر: 32 مـم (1.26 بوصة)                                             | الوزن: 15 غ (0.53 أونصة؛ 0.48 ozt)                      | السبيكة: Ag 925 (فضة)                                   |  |
|                                 |                                                                       |                                                         |                                                         |  |
|                                 | الاحتفال بمرور 20 عامل على استقلال سلوفينيا                           |                                                         |                                                         |  |
| المصمم: دومين فراس              | المصمم: دومين فراس                                                    | دار سك العملة: دار سكّ العملة الفنلندية في فانتا بفنلندا | دار سك العملة: دار سكّ العملة الفنلندية في فانتا بفنلندا |  |
| القيمة: 100 يورو                | السبيكة: Au 900 (ذهب)                                                 | الكمية: 2,500                                           | الجودة:إثبات                                            |  |
| صادر في: 20 يونيو (حزيران) 2011 | القطر: 24 مـم (0.94 بوصة)                                             | الوزن: 7 غ (0.25 أونصة؛ 0.23 ozt)                       | قيمة الإصدار: 200 يورو                                  |  |
|                                 |                                                                       |                                                         |                                                         |  |
|                                 | بطولة العالم للتجديف 2011                                             |                                                         |                                                         |  |
| المصمم: روبرت زيفوكيلغ          | المصمم: روبرت زيفوكيلغ                                                | دار سك العملة: دار سكّ العملة الفنلندية في فانتا بفنلندا | دار سك العملة: دار سكّ العملة الفنلندية في فانتا بفنلندا |  |
| القيمة: 30 يورو                 | السبيكة: Ag 925 (فضة)                                                 | الكمية: 2,500                                           | الجودة:إثبات                                            |  |
| صادر في: 22 أغسطس (آب) 2011     | القطر: 32 مـم (1.26 بوصة)                                             | الوزن: 15 غ (0.53 أونصة؛ 0.48 ozt)                      | قيمة الإصدار: 40 يورو                                   |  |
|                                 |                                                                       |                                                         |                                                         |  |
|                                 | بطولة العالم للتجديف 2011                                             |                                                         |                                                         |  |
| المصمم: روبرت زيفوكيلغ          | المصمم: روبرت زيفوكيلغ                                                | دار سك العملة: دار سكّ العملة الفنلندية في فانتا بفنلندا | دار سك العملة: دار سكّ العملة الفنلندية في فانتا بفنلندا |  |
| القيمة: 100 يورو                | الجودة:إثبات                                                          | الكمية: 2,500                                           | قيمة الإصدار: 200 يورو                                  |  |
| صادر في: 22 أغسطس (آب) 2011     | القطر: 24 مـم (0.94 بوصة)                                             | الوزن: 7 غ (0.25 أونصة؛ 0.23 ozt)                       | السبيكة: Au 900 (ذهب)                                   |  |

## عملات 2012
|                                       | عواصم الثقافة الأوروبية                                                                      |                                                         |                                                         |  |
| المصمم: توماس بليشكو                  | المصمم: توماس بليشكو                                                                         | دار سك العملة: دار سك العملة السلوفاكية                 | دار سك العملة: دار سك العملة السلوفاكية                 |  |
| القيمة: 30 يورو                       | السبيكة: Ag 925 (فضة)                                                                        | الكمية: 3,500                                           | الجودة:إثبات                                            |  |
| صادر في: 16 يناير (كانون الثاني) 2012 | القطر: 32 مـم (1.26 بوصة)                                                                    | الوزن: 15 غ (0.53 أونصة؛ 0.48 ozt)                      | قيمة الإصدار: 40 يورو                                   |  |
|                                       |                                                                                              |                                                         |                                                         |  |
|                                       | عواصم الثقافة الأوروبية                                                                      |                                                         |                                                         |  |
| المصمم: توماس بليشكو                  | المصمم: توماس بليشكو                                                                         | دار سك العملة: دار سك العملة السلوفاكية                 | دار سك العملة: دار سك العملة السلوفاكية                 |  |
| القيمة: 100 يورو                      | الجودة:إثبات                                                                                 | الكمية: 2,500                                           | قيمة الإصدار: 200 يورو                                  |  |
| صادر في: 16 يناير (كانون الثاني) 2012 | القطر: 24 مـم (0.94 بوصة)                                                                    | الوزن: 7 غ (0.25 أونصة؛ 0.23 ozt)                       | السبيكة: Au 900 (ذهب)                                   |  |
|                                       |                                                                                              |                                                         |                                                         |  |
|                                       | إحياء ذكرى مرور مائة عام على أول ميدالية أولمبية تفوز بها سلوفينيا في دورة الألعاب الأولمبية |                                                         |                                                         |  |
| المصمم: دومين فراس                    | المصمم: دومين فراس                                                                           | دار سك العملة: دار سكّ العملة الفنلندية في فانتا بفنلندا | دار سك العملة: دار سكّ العملة الفنلندية في فانتا بفنلندا |  |
| القيمة: 3 يورو                        | السبيكة: القرص: 75% نحاس، 25% نيكل الحلقة: 78% نحاس، 20% زنك، 2% نيكل                        | الكمية: 300,000                                         | الجودة: غير متداول                                      |  |
| صادر في: 18 يونيو (حزيران) 2012       | القطر: 32 مـم (1.26 بوصة)                                                                    | الوزن: 15 غ (0.53 أونصة؛ 0.48 ozt)                      | قيمة الإصدار: 3 يورو                                    |  |
|                                       |                                                                                              |                                                         |                                                         |  |
|                                       | إحياء ذكرى مرور مائة عام على أول ميدالية أولمبية تفوز بها سلوفينيا في دورة الألعاب الأولمبية |                                                         |                                                         |  |
| المصمم: دومين فراس                    | المصمم: دومين فراس                                                                           | دار سك العملة: دار سكّ العملة الفنلندية في فانتا بفنلندا | دار سك العملة: دار سكّ العملة الفنلندية في فانتا بفنلندا |  |
| القيمة: 30 يورو                       | السبيكة: Ag 925 (فضة)                                                                        | الكمية: 3,500                                           | الجودة:إثبات                                            |  |
| صادر في: 18 يونيو (حزيران) 2012       | القطر: 32 مـم (1.26 بوصة)                                                                    | الوزن: 15 غ (0.53 أونصة؛ 0.48 ozt)                      | قيمة الإصدار: 40 يورو                                   |  |
|                                       |                                                                                              |                                                         |                                                         |  |
|                                       | إحياء ذكرى مرور مائة عام على أول ميدالية أولمبية تفوز بها سلوفينيا في دورة الألعاب الأولمبية |                                                         |                                                         |  |
| المصمم: دومين فراس                    | المصمم: دومين فراس                                                                           | دار سك العملة: دار سكّ العملة الفنلندية في فانتا بفنلندا | دار سك العملة: دار سكّ العملة الفنلندية في فانتا بفنلندا |  |
| القيمة: 100 يورو                      | الجودة:إثبات                                                                                 | الكمية: 2,500                                           | قيمة الإصدار: 200 يورو                                  |  |
| صادر في: 18 يونيو (حزيران) 2012       | القطر: 24 مـم (0.94 بوصة)                                                                    | الوزن: 7 غ (0.25 أونصة؛ 0.23 ozt)                       | السبيكة: Au 900 (ذهب)                                   |  |